# Litoria humboldtorum
Litoria humboldtorum – gatunek płaza bezogonowego z podrodziny Pelodryadinae w rodzinie rzekotkowatych (Hylidae).

## Występowanie
Opisano dwa miejsca, w których zanotowano występowanie gatunku, oba leżą w Indonezji, w prowincji Papua: jedno na północy Nowej Gwinei u podnóży gór Foja, kolejne na leżącej na północ od Nowej Gwinei o wiele mniejszej wyspie Yapen. Oczekiwać można, że rzeczywisty zasięg występowania gatunku jest większy.
Na Nowej Gwinei zwierzę stwierdzono na wysokości około 500 metrów nad poziomem morza, podczas gdy na wyspie Yapen gatunek bytuje na wysokości 620–1050 metrów nad poziomem morza.
Lasy deszczowe nizinne i górskie stanowią pierwotne siedlisko tego płaza, którego spotyka się też na obszarach częściowo zdegradowanych działalnością człowieka, ale podlegających już regeneracji. Zwierzęta te wspinają się po drzewach na wysokość do 6 metrów.

## Rozmnażanie
Rozród odbywa się zwykle w niewielkich, dobrze osłoniętych bujną roślinnością zbiornikach wodnych. Jaja prawdopodobnie składane są na liściach roślin zwisających nad wodą, a kijanki po wykluciu spadają do wody.

## Status
W Czerwonej księdze gatunków zagrożonych IUCN płaz ten od 2008 roku klasyfikowany jest jako gatunek najmniejszej troski (LC, ang. Least Concern).
Chociaż uważa się go za gatunek niepospolity, trend liczebności populacji ocenia się jako stabilny.